# Rudolf Géryk
Rudolf Géryk (10. července 1928 - ???) byl český a československý politik Komunistické strany Československa a poúnorový poslanec Národního shromáždění ČSSR a Sněmovny lidu Federálního shromáždění.

## Biografie
Ve volbách roku 1964 byl zvolen za KSČ do Národního shromáždění ČSSR za Jihomoravský kraj. V Národním shromáždění zasedal až do konce volebního období parlamentu v roce 1968.
K roku 1968 se profesně uvádí jako vedoucí tajemník Okresního výboru KSČ z obvodu Nezamyslice. Během pražského jara v roce 1968 se aktivně podílel na reformním procesu. Jako vedoucí tajemník OV KSČ v Prostějově vystoupil v lednu 1968 na plenárním zasedání ONV, kde prohlásil, že odchod Antonína Novotného z vedení KSČ není jediným a posledním produktem nové politiky strany. Konstatoval, že Československo nyní jako první socialistická země buduje socialismus nikoliv starým mocenským pojetím, ale na základě hlubokého demokratizačního procesu. Během dalších měsíců si zachoval své místo v OV KSČ, byť je tehdy řazen spíše k centristickým, nikoliv otevřeně reformním, funkcionářům.
Po invazi vojsk Varšavské smlouvy do Československa ho jihomoravský Krajský výbor KSČ zařadil na seznam „představitelů a exponentů pravice“. V té době je uváděn stále jako vedoucí tajemník OV KSČ Prostějov.
Po federalizaci Československa usedl roku 1969 do Sněmovny lidu Federálního shromáždění (volební obvod Nezamyslice), kde setrval do prosince 1970, kdy rezignoval na poslanecký post.